# George Heinrich Sigismund von Festenberg und Packisch (Landrat, 1705)
George Heinrich Sigismund von Festenberg und Packisch (geb. 8. September 1705 in Baudmannsdorf, Kreis Goldberg; gest. 14. September 1761 in Leisersdorf, Kreis Goldberg) war ein preußischer Landrat.

## Leben
George Heinrich Sigismund von Festenberg und Packisch war der Sohn des gleichnamigen George Heinrich Sigismund von Festenberg und Packisch (1680–1751), Erbherr auf Ober- und Nieder Leisersdorf und dessen Ehefrau Barbara Helene, geb. von Abschatz (1684–1705). George Heinrich Sigismund besuchte im Zeitraum von 1722 bis 1725 die Ritterakademie Liegnitz in Liegnitz. Nach dem Tod seines Vaters im Jahr 1751 trat er 1752 dessen Nachfolge als Landrat im Kreis Goldberg an. Das Amt führte er bis zum Februar 1761 aus, sein Nachfolger wurde Christoph Heinrich von Festenberg und Pakisch.

## Persönliches
George Heinrich Sigismund von Festenberg und Packisch war Erbherr auf Buchwald, Seiffersdorf und Baudmannsdorf. 1731 heiratete er Helene, geb. von Lestwitz (1709–1780).